# Масевич Алла Генріхівна
Алла Генріхівна Масевич (рос. Алла Генриховна Масевич; 9 жовтня 1918 — 6 травня 2008) — радянський астроном.

## Біографія
Народилася в Тбілісі. Закінчила Московський педінститут ім. К.Лібкнехта. У 1946—1952 працювала в Державному астрономічному інституті ім. П. К. Штернберга, з 1952 — заступник голови Астрономічної ради АН СРСР. З 1957 керувала оптичними спостереженнями штучних супутників Землі в СРСР. З 1972 — професор кафедри космічної геодезії Московського інституту геодезії і картографії.
Основні наукові роботи відносяться до теорії внутрішньої будови і еволюції зірок і до космічної геодезії. У 1949—1950 спільно з П. П. Паренаго виконала детальне дослідження залежностей маса—світність і маса—радіус для кожної з послідовностей на діаграмі Герцшпрунга—Рессела; виявлені розходження залежностей були інтерпретовані нею як свідчення відмінностей в структурі та походження зірок, що утворюють ці послідовності. Розрахувала велике число моделей зірок — червоних гігантів, гігантів класу B, червоних карликів, субкарликів. Спільно з В. Г. Фесенковим і Паренаго розглянула можливість еволюції зірок уздовж головної послідовності з втратою маси шляхом корпускулярного випромінювання. Розглянула різні еволюційні шляхи для моделей з повним перемішуванням і з втратою маси при різних значеннях мас зірок і утриманнях важких елементів, а також при різних законах непрозорості. Досліджувала еволюцію зоряних скупчень, асоціацій, еволюцію масивних зірок на пізніх стадіях. Розробляє проблеми нестійкості в зірках, впливи втрати маси шляхом зоряного вітру на еволюцію гарячих зірок, займалася розрахунками еволюції зірок на ранніх стадіях.
Брала активну участь у роботі міжнародних наукових установ з дослідження космічного простору. З 1962 була головою секції «Використання спостережень штучних супутників Землі для цілей геофізики і геодезії» робочої групи «Космічна фізика» програми «Інтеркосмос», а також радянсько-французької і радянсько-фінської співпраці з космічної геодезії. З 1974 — голова проблемної комісії «Фізика і еволюція зірок» багатостороннього співробітництва академій наук соціалістичних країн, а також радянсько-французького, радянсько-фінського та радянсько-індійського співробітництва з цієї проблеми. У 1961—1973 — голова робочої групи «Спостереження штучних супутників і телеметрія» Міжнародного комітету з дослідження космічного простору (КОСПАР).
Заступник голови Радянського комітету захисту миру (з 1977).
Член Міжнародної академії астронавтики (1964), президент Комісії N 35 «Внутрішня будова зірок» Міжнародного астрономічного союзу (1967—1970).
Державна премія СРСР (1975), премія ім. А.Галабера Міжнародної астронавтичної федерації (1963). Нагороджена Орденом Трудового Червоного Прапора (1975), орденом «Знак пошани» (1961). Заслужений діяч науки РРФСР (1978).
На її честь названа мала планета 1904 Масевич (1904 Massevitch), відкрита Т. М. Смирновою 9 травня 1972 у Кримській астрофізичній обсерваторії.